# 托斯丹·范伯倫

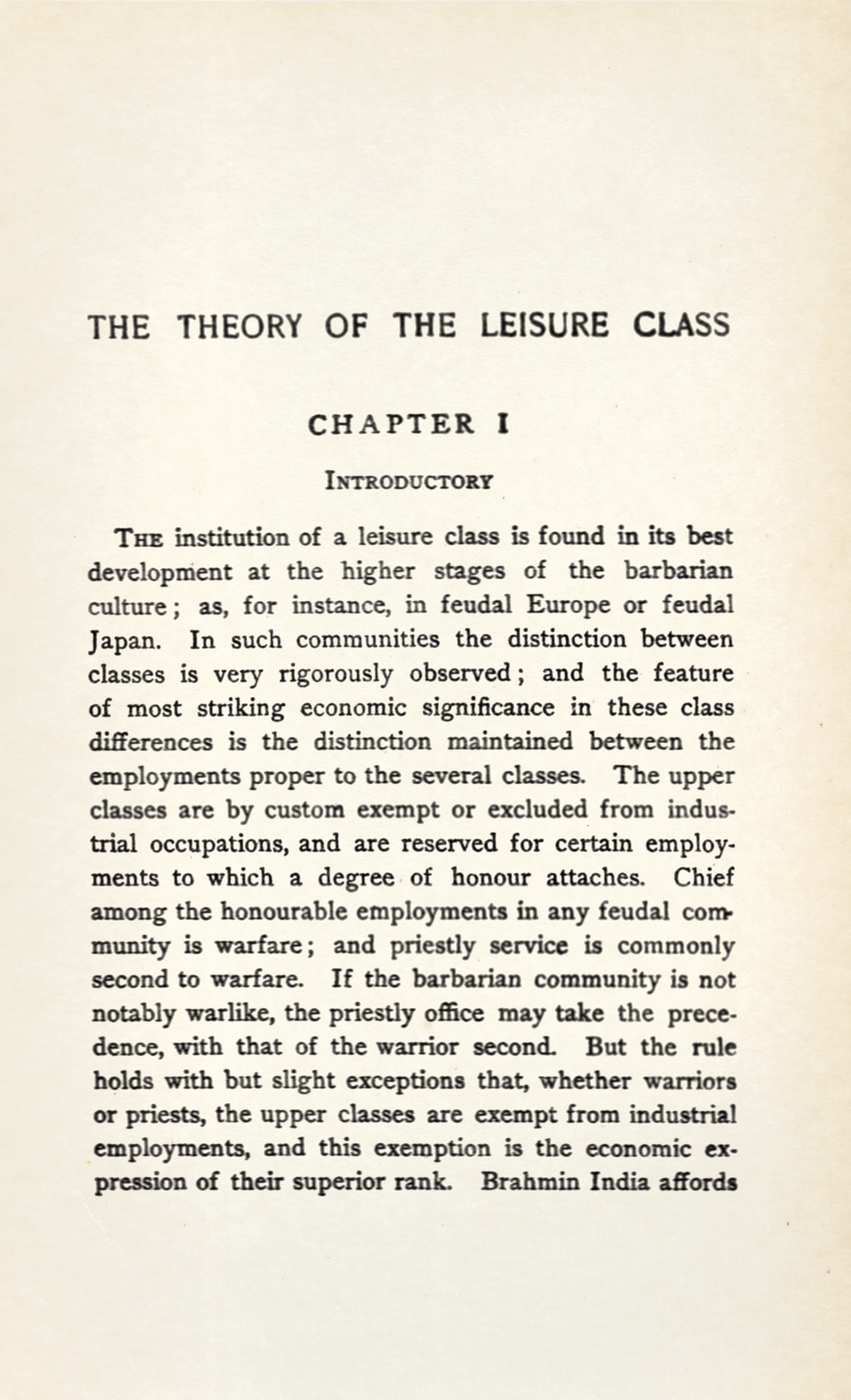
Theory of the leisure class, 1924

托斯丹·邦德·韋伯倫（英語：Thorstein Bunde Veblen，1857年7月30日—1929年8月3日），又譯為托斯丹·凡勃倫，生於美國威斯康辛州卡托（Cato），挪威裔美國人，經濟學家，被推崇為制度經濟學的創始者。著名作品為1899年出版的《有閒階級論》及1904年出版的《企業理論》（The Theory of Business Enterprise）。

## 略年譜
- 1857年生於威斯康辛州的挪威移民家庭，是移民第二代家庭裡的第六個小孩；儘管不富裕，但他的家庭強調辛勤工作並注重教育。范伯倫在5歲前只會說挪威語，之後只透過學校與同學熟稔英語。
- 1865年 - 8歲，遷居明尼蘇達州的挪威移民新開墾地。
- 1874年 - 由於父親希望其成為神職人員而入明尼蘇達州卡爾頓學院，師從經濟學家約翰·貝茨·克拉克。
- 1880年 - 畢業於卡爾頓學院，之後於路德派的學院教授數學一陣子。
- 1881年 - 在查爾斯·桑德斯·皮爾士的指導下入約翰·霍普金斯大學就讀研究所。
- 1882年 - 轉入耶魯大學，並研習達爾文與赫伯特·斯賓塞的思想。
- 1884年 - 在耶魯大學以《因果報應的倫理學基礎》（Ethical Grounds of a Doctrine of Retribution）為題獲博士學位。
- 1884年到1891年間，范伯倫一方面由於對移民的歧視，另一方面由於其基督教信仰不深而無法獲得教職。這六年間他身居於父親在愛荷華州的農場，手不釋卷持續閱讀。
- 1891年 - 入康乃爾大學，在詹姆斯·勞夫林門下修讀經濟學。
- 1892年 - 隨勞夫林至當時新設立的芝加哥大學，成為教學助理(teaching fellow)。
- 1899年 - 出版《有閒階級論》；范伯倫由於此書中嘲諷生意人的段落而一夕成名。
- 1900年 - 受聘為芝加哥大學助理教授。
- 1904年 - 出版《企業理論》(The Theory of Business Enterprise)。
- 1906年 - 離開芝加哥大學並轉入史丹佛大學，成為副教授。
- 1910年 - 離開史丹佛大學並轉入密蘇里大學。
- 1914年 - 第一次世界大戰結束後訪問挪威，隔年完成《德意志帝國與產業革命》（Imperial Germany and the Industrial Revolution）。
- 1918年 - 成為紐約雜誌The Dial的編輯之一。
- 1919年 - 創建紐約新學院；期間出版《工程師與價格體系》(The Engineers and the Price System)，書中認為推翻資本主義者非馬克思所說的工人，而是善於發想的工程師們。
- 1927年 - 隱居於加州帕羅奧圖的山間小屋。
- 1929年 - 逝於經濟大蕭條前，享年72歲。

## 著作
- Theory of the Leisure Class: An Economic Study of Institutions 1899, 1915 edition at Internet Archive
- Theory of Business Enterprise 1904, at Internet Archive
- The Instincts of Worksmanship and the State of the Industrial Arts, 1914.
- Imperial Germany and the Industrial Revolution 1915.
- The Higher Learning In America: A Memorandum On the Conduct of Universities By Business Men 1918, at Internet Archive
- An Inquiry Into The Nature Of Peace And The Terms Of Its Perpetuation pdf 1919, at Internet Archive
- The Vested Interests and the Common Man pdf 1919, on Open Library
- The Engineers and the Price System 1921, at Internet Archive
- Absentee Ownership and Business Enterprise in Recent Times: the case of America, 1923.
- Essays in Our Changing Order, 1927.